# Pollenia viatica
Pollenia viatica är en tvåvingeart som först beskrevs av Robineau-desvoidy 1830.  Pollenia viatica ingår i släktet vindsflugor, och familjen spyflugor.
Artens utbredningsområde är Frankrike. Arten är reproducerande i Sverige. Inga underarter finns listade i Catalogue of Life.